# Etanna atrifasciata
Etanna atrifasciata är en fjärilsart som beskrevs av George Francis Hampson 1896. Etanna atrifasciata ingår i släktet Etanna och familjen trågspinnare. Inga underarter finns listade i Catalogue of Life.